# Žizníkov (výhybna)
Žizníkov (nebo též Výh Žizníkov) je výhybna, která se nachází na katastru Žizníkova (část České Lípy). Leží v km 89,450 přeložky trati Liberec – Česká Lípa mezi zastávkou Vlčí Důl-Dobranov a stanicí Česká Lípa hlavní nádraží. Z výhybny odbočuje spojka do stanice Srní u České Lípy, která umožňuje bezúvraťovou jízdu mezi tratěmi od Bakova nad Jizerou a od Liberce mimo stanici Česká Lípa hlavní nádraží.

## Historie
Výhybna byla postavena na přeložce trati Česká Lípa hl. n. – Vlčí Důl, která byla dána do provozu v roce 1989. Spojka z Žizníkova do Srní pak byla zprovozněna v roce 1991. V letech 2015–2017 byla výhybna přestavěna v rámci modernizace uzlu Česká Lípa, což zahrnovalo jak úpravu kolejiště, tak aktivaci nového zabezpečovacího zařízení s dálkovým ovládáním z České Lípy hl. n.

## Popis výhybny

### Stav před modernizací
Výhybna měla dvě dopravní koleje o užitečných délkách 658 m (kolej č. 1) a 668 m (kolej č. 2), přičemž u koleje č. 1 (u stavědla) bylo krátké služební nástupiště o délce 10 metrů. Výhybna byla vybavena staničním zabezpečovacím zařízením TEST 12, které ovládal výpravčí z pultu v dopravní kanceláři v Žizníkově. Ve výhybně bylo celkem šest výhybek s elektromotorickým přestavníkem. Čtyři výhybky byly na českolipském zhlaví ve dvou spojkách, které umožňovaly jízdu od Č. Lípy i Srní na obě dopravní koleje a opačně. Dvě výhybky byly na zákupském zhlaví, kde kromě rozvětvení traťové koleje do staničních kolejích byla ještě výhybky z 2. koleje do odvratné koleje. Výhybna byla kryta vjezdovými návěstidly L od Č. Lípy, JL od Srní a S od Zákup. Všechny přilehlé traťové úseky (tj. do České Lípy hl. n., Srní u Č. Lípy i Zákup) byly vybaveny automatickým hradlem.

### Stav po modernizaci
Po modernizaci, která proběhla v období listopad 2015 – srpen 2017, zůstaly ve výhybně dvě dopravní koleje, ale došlo k jejich prodloužení na užitečnou délku 802 metrů (v obou kolejích), přičemž služební nástupiště zůstalo zachováno. Nově jsou však ve výhybně pouze tři výhybky (dvě ve spojce z koleje od Č. Lípy na 2. kolej, jedna na zákupském zhlaví), po přestavbě tak není možná jízda mezi Srním a 1. staniční kolejí. Výhybna je vybavena elektronickým stavědlem ESA 44, které je dálkově ovládáno z České Lípy hlavního nádraží, kde jsou umístěny i technologické počítače. V dopravní kanceláři nejsou žádné ovládací ani zobrazovací prvky zabezpečovacího zařízení, takže výhybnu je možné ovládat pouze dálkově. Vjezdová návěstidla zůstala beze změn, jen byla mírně upravena jejich poloha na trati. Stejné zůstalo i traťové zabezpečovací zařízení: ve všech  traťových úsecích je nadále automatické hradlo.

## Provoz
Provoz přes výhybnu je veden téměř výhradně ve směru Česká Lípa – Liberec. V nákladní dopravě je spojka do Srní využívána nepravidelně. V osobní dopravě pak po spojce jezdily na přelomu tisíciletí v letní sezoně osobní vlaky z Liberce do Doks. V roce 2021 byl po spojce veden pravidelně jen jeden pár vlaků a to jen o víkendech v letní sezoně: vlak TLX 1298/1299 „Mácháč“ Dresden Hbf – Doksy dopravce Die Länderbahn.